# Бломфилд, Реджинальд
Сэр Реджинальд Теодор Бломфилд (англ. Reginald Theodore Blomfield, 20 декабря 1856, Девон — 27 декабря 1942) — английский архитектор, представитель викторианского и эдвардианского периодов в истории развития европейского садово-паркового искусства.

## Биография
Бломфилд родился в семье священника в Девоне. Вскоре после его рождения семья перебралась в графство Кент, где его отец был пастором — сначала в Дартфорде, а затем в Олдингтоне. Реджинальд Бломфилд учился в Эксетер-Колледже в Оксфорде, где слушал лекции известного критика и теоретика искусства Дж. Рёскина.
На продолжение образования у семьи не было средств, и Реджинальд вначале подрабатывал сельским учителем, а затем стал помощником своего дяди, архитектора сэра Артура Бломфилда, после чего был принят в Королевскую Академию художеств в Лондоне. Свои взгляды на садово-парковое искусство Р. Бломфилд описал в 1892 году в книге «Формальные сады в Англии» (Formal gardens in England).
В 1881 году Реджинальд Бломфилд был избран действительным, а впоследствии и почётным членом Королевского Института Британских Архитекторов (RIBA), а в 1905 году стал членом-корреспондентом Королевской Академии, где в 1907—1911 годах состоял в должности профессора архитектуры. В 1913 году Бломфилд был награждён Королевской золотой медалью, в 1912—1914 годах избирался президентом RIBA, а в 1919 году был посвящён в рыцари.

## Творческая концепция
Бломфилд следовал концепции единства архитектуры традиционного «английского дома» и окружающей его природы, садов и парков «пейзажного стиля». Он создавал сады на нескольких уровнях итальянского типа, разделённых «живыми изгородями» на зоны, каждая из которых имеет собственный характер.
Бломфилд разделял взгляды У. Морриса и возглавляемого им движения «Искусства и ремёсла» (англ. Arts and Crafts). Независимо от того, брался ли он перестраивать старый дом, либо создавать новый, его работы всегда демонстрировали рациональный план, качественную проработку деталей и продуманное использование декоративных материалов. На границе эпох — «викторианского стиля» второй половины XIX столетия и эдвардианского неоклассицизма начала XX столетий (по имени короля Эдуарда VII, сына королевы Виктории) — Бломфилд стал главным действующим лицом в споре с ирландским ландшафтным архитектором У. Робинсоном, сторонником естественного, «дикого сада» (wild garden), или «сада английского коттеджа» (English Cottage Garden).
Книга Бломфилда об искусственных садах была проиллюстрирована Ф. А. Томасом, а содержание направлено на защиту «архитектурных садов», подчиняющихся архитектоническим принципам композиции. Книга «Формальные сады в Англии» переиздавалась трижды при жизни автора. Она появилась примерно в то же время, что и книга архитектора Джо Дандо Седдинга «Садовое мастерство: старое и новое» (Garden-craft Old and New), в которой автор, также как и Бромфилд, но в более сдержанной манере, защищал формальные сады. Получилось так, что оба автора выступили против садового натурализма, который отстаивал У. Робинсон. Как отмечал Клайв Аслет, главный редактор журнала «Country Life»: «Разница между двумя оппозиционными сторонами не была слишком резкой, но ситуация сложилась таким образом, что нужно было представить два противоположных мнения относительно садовых стилей, которые потом с успехом сочетались в садах позднего эдвардианского периода».
Принципы, изложенные в «Английских формальных садах», отражают убеждение автора в том, что сад должен обязательно содержать в своей основе архитектурный план. Среди наиболее известных проектов Бломфилда сохранился почти в неизменном виде Парк Годинтон (Godinton Park) в графстве Кент. Он был создан для банкира Эшли Додда (Ashley Dodd).
Работа Бломфилда в Парке Годинтон гармонировала с размерами и характером поместья, та же гармония прослеживается в усадьбе Меллерстэйн (Mellerstain House) в Шотландии, где он работал в 1909 году. Вдоль фасада особняка, построенного в XVIII веке архитектором Р. Адамом, Бломфилд возвёл три террасы с балюстрадами. Террасы со стриженными деревьям, огибая беседку, спускаются к центральной площадке с замысловатыми партерами-цветниками. Далее ступени, согласно проекту, разбегаются по берегам пруда с лилиями и ведут к третьей террасе. Не всё удалось осуществить. Бломфилд писал впоследствии в своих мемуарах: «На реализацию задуманного грандиозного плана понадобились бы деньги Людовика XIV».
Последняя работа Бломфилда — поместье Салгрэйв (Sulgrave Manor) в Южном Нортхемптоншире. Архитектор отреставрировал старинный дом и создал сад. Sulgrave Manor, построенный в 1558 году, почти 150 лет оставался родовым поместьем американского президента Джорджа Вашингтона. В 1914 году Англо-Американский Фонд, в чьё управление перешло поместье, обратился к Бломфилду с просьбой провести реставрационные работы. Архитектор заложил новые сады на месте заброшенных фермерских построек. Розовый сад с восточной стороны дома, площадка для боулинга, украшенная пропорциональными с величиной дома архитектурными элементами, окаймляющие аллеи тисовые изгороди… Бломфилд сделал все возможное, чтобы место, где жил первый президент Соединённых Штатов, было достойно своего хозяина. Всё больше и больше садов в XX столетии закладывалось вокруг раннее построенных владений, и должно было соблюдаться равновесие между архитектурой и природой.